# Mormożewo
Mormożewo (biał. Мормажава; ros. Морможево) – wieś na Białorusi, w obwodzie brzeskim, w rejonie bereskim, w sielsowiecie Bereza.
W XIX w. chutor. W dwudziestoleciu międzywojennym leżało w Polsce, w województwie poleskim, w powiecie prużańskim. W czasach sowieckich przy wsi wybudowane wielkopowierzchniowe stawy rybne.